# ديفيد وايز (موسيقي)
ديفيد وايز (بالإنجليزية: David Wise)‏ هو موسيقي وملحن بريطاني، ولد في 13 سبتمبر 1967 في ليستر في المملكة المتحدة.

## وصلات خارجية
- الموقع الرسمي
- ديفيد وايز على موقع IMDb (الإنجليزية)
- ديفيد وايز على موقع ميوزك برينز (الإنجليزية)
- ديفيد وايز على موقع ديسكوغز (الإنجليزية)